# ゾンビによる世界の終末

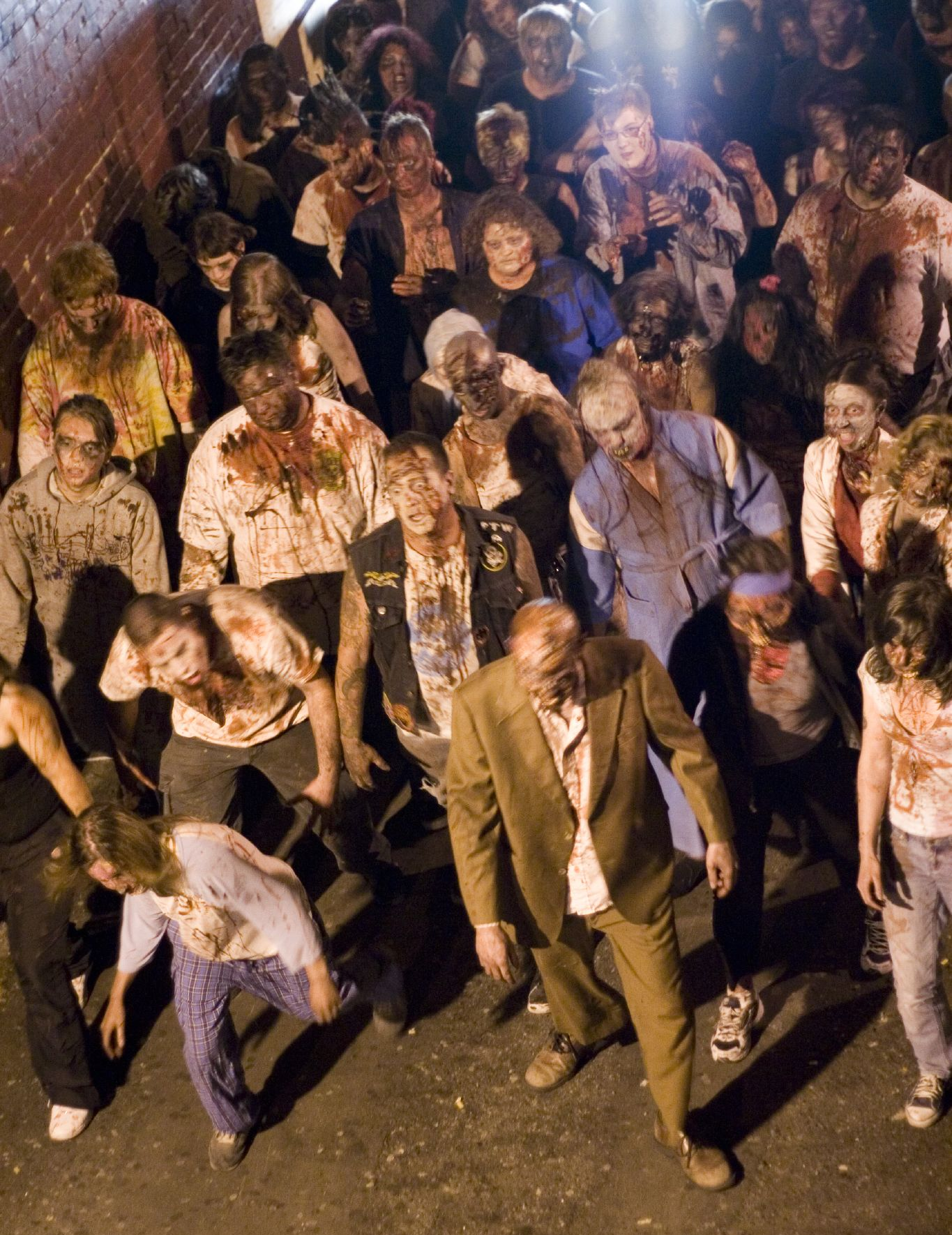
疫病や生物兵器などによる破滅フィクションの中に、ゾンビもしばしば登場する。

ゾンビによる世界の終末（ゾンビによるせかいのしゅうまつ）とは、SFやホラーなどのフィクション作品に見られる、いわゆる終末もの (Apocalyptic / Post-Apocalyptic Fiction) と呼ばれる筋書きの一種とされる。ここで扱うのは「ゾンビによる終末もの」、すなわち人類に敵対的なゾンビが広範囲に（時には全地球的な規模で）出現し、文明がその脅威にさらされるというシナリオである。
多くの場合、ゾンビに攻撃（噛みつかれる、もしくは引っかかれるなど）された者もゾンビ化（感染）するため、数量は指数関数的に拡大していき、通常の軍事組織や治安維持組織が持つ掃討能力を圧倒する大発生が伝染病のように発生した結果、文明社会は孤立したわずかな生存者を残す程度にまで一挙に崩壊する。ゾンビ同士での共食いは発生せず、何らかの理由で無限あるいはそれに近い長時間食事を取らずとも行動し続けるため、時間による解決も望めない。この突然の四面楚歌の状況下で、生存者たちは食料や必需品を求めて知恵を絞りつつ、人類の命運を賭けて奮闘することとなる。

## 特徴的な構成要素
ゾンビによる世界の終末を描いた作品には、いくつか共通の設定が見られる。
1. 災厄を惹起するのは、これまでに知られていない新世代のゾンビである。このため、同種の事態の先例がなく、合理的なアプローチを立てることができない[1]。
2. ゾンビに傷付けられた者もゾンビ化し、共に人間を襲う。後に生き延びることになる者も、敵に対面して対応を余儀なくされるまでは事態を飲み込めず、信じようとしない[2]。
3. 当初、当局はその情報を信じず、その間にゾンビはもはや処置が不可能なほど蔓延する。こうなるとゾンビはいかなる既存の科学技術を投入しても対処できず、舞台となった社会は滅亡の淵へ追いやられる。そして、世界は完全にゾンビの支配下に入り、少数の生存者はその只中で生き残りを賭けた闘いを強いられ、仲間割れや意見対立を引き起こすこととなる[2]。

物語は通常、災厄の渦中に放り込まれた少数の生存者グループの成り行きを中心に捉える。最初にゾンビ発生の様子を描き、当局への支援要請とその敗退、そして一挙に訪れる破局、これに続く残存者らの生き残りへの闘い、といった展開を辿るものが多い。破滅に直面した登場人物らがいかなる反応を示し、非常事態の中でその人格がどのように変貌するかに焦点を当てるのが、典型的である。多くの場合、登場人物らは通常の生活よりも恐怖や自己防衛本能といった、より原始的な動機に行動を支配されるようになる。
元凶となるゾンビはゆっくりと動き回るものが多い。これは映画『ナイト・オブ・ザ・リビングデッド』で最初に広く知られたゾンビ像である。近年は、伝統的なゾンビよりも強靭かつ敏捷なゾンビを描くものも現れている。

## 内包するテーマ
大抵の「ゾンビによる終末もの」を通じて語られるのは、文明は真の脅威の前では根本的に脆弱であり、いかなる代償を払ってもほとんどの個人は善なる存在の恩恵にあずかることができない、という世界観である。こうした物語は、この分野の嚆矢となった映画『ナイト・オブ・ザ・リビングデッド』が製作された1960年代の不安定な世相に深く関わっていると指摘される。また、観衆や読者は、自らが抱える「世界の終末」への不安を対象化する手がかりとして、こうした物語を享受することもできる。
現代社会の在りように疑問を持つ悲観主義の人々にとっては、鎮圧不可能なゾンビによる終末は死の欲動を満たし、自然状態への回帰を想起させる。
『ナイト・オブ・ザ・リビングデッド』以降、「ゾンビの侵襲による社会の崩壊」という主題を扱ったゾンビ関連作品は膨大な数に上る。キム・パフレンロス (Kim Paffrenroth) は、「いかなるモンスターに増してゾンビは完全かつ文字通りに黙示的である…彼らは我々がそれぞれ予期している通りの世界の終わりを告げてくれるのだ」と述べている。

## 愛好家
多数の映画作品やビデオゲームを背景に、「来たるべきゾンビ・アポカリプス」に備えるべく、マニアが武器の製作、あるいはゾンビ大量発生時のサヴァイヴァルについての啓蒙ポスター販売などを行なっている。メリーランド州バルティモアのガウチャー大学では、マニア学生によって「人間 vs. ゾンビ」という一種の鬼ごっこが発案・実施された。これは「生き残りチーム」が玩具の銃「ナーフ」で武装して「ゾンビチーム」と対決するものであったが、2007年のヴァージニア工科大学乱射事件や2008年の北イリノイ大学乱射事件の関連により、銃器の危険性を軽視する兆候であると指摘されている。

## 作品の例
特徴的なものを一部、以下に列挙する。

### 映画
ジョージ・A・ロメロ監督作品
『ナイト・オブ・ザ・リビングデッド』（1968年）、『ゾンビ』（1978年）、『死霊のえじき』（1985年）、『ランド・オブ・ザ・デッド』（2005年）、『ダイアリー・オブ・ザ・デッド』（2008年）
『28日後...』（2002年）

『28週後...』（2007年）
人間の凶暴化を引き起こす人工ウィルスがイギリスで蔓延する。

『ドーン・オブ・ザ・デッド』（2004年）
ロメロの『ゾンビ』（1978年）のリメイク
『エスケイプ・フロム・リビングデッド』（2006年）
ウィルスによるゾンビの大発生を描いたイギリス映画。
『ゾンビーノ』（2006年）
1950年代を舞台にしたゾンビ・コメディ。ゾンビを使用人に改良する企業のお陰で破滅を免れ、ある程度ゾンビとの共生が可能となっている世界を描く。
『バイオハザードIII』（2007年）
テレビゲームから派生した映画のシリーズ第3作。人類のほとんどはウィルスに侵されてゾンビと化している。生存者は武装して小さなグループに分かれ、汚染地域からの脱出や地下への避難を図る。
『プラネット・テラー』（2007年）
2本立て映画『グラインドハウス』の一本。ローズ・マッゴーワンが演じるゴーゴーダンサーはサイボーグである。
『悪魔の毒々パーティ』（2008年）
高校生たちが自分たちのプロムをゾンビの襲撃から守ろうと奮闘する。
『ゾンビランド』（2009年）

『ワールド・ウォーZ』（2013年）

『新感染半島 ファイナル・ステージ』（2020年）
ゾンビによる感染爆発によって国家としての機能が崩壊し荒廃した韓国が主な舞台。

### 漫画
小室孝太郎『ワースト』（1969年）
数十年に渡るゾンビ（本作では「最悪」という意味で「ワーストマン」、あるいは「ワースト」と呼称）との戦いを、3部作で描いている。主人公は3部とも違う。最終的な決着は、氷河期の後の数十万年後に持ち越された。
ワーストマンは陸上生活タイプとして登場したが、空に適応したタイプと、海に適応したタイプに進化した者が登場した。陸上タイプのワーストマンは、後に知能を発達させた。
ロバート・カークマン『ウォーキング・デッド』
ゾンビが跋扈する世界に生き残った者たちの姿を綴る。派生作品となる実写テレビシリーズやゲームシリーズもロングヒットしている。
『マーベル・ゾンビーズ』シリーズ（2005年）
Marvel Zombies、Marvel Zombies: Dead Days、Marvel Zombies vs. The Army of Darkness、Marvel Zombies 2、Marvel Zombies 3
マーベル・コミックのスーパーヒーローたちがゾンビになってしまった世界を描く。
佐藤大輔・佐藤ショウジ『学園黙示録 HIGHSCHOOL OF THE DEAD』（2006年）
ゾンビによる破局に巻き込まれた高校生たちを描く。2010年にテレビアニメ化されている。
ジョン・ズィート他『ザ・ブラック・チェリー・ボムシェルズ』（2008年）
Johnny Zito, Tony Trov, Sacha Borisich, The Black Cherry Bombshells
全男性がゾンビ化している。
海法紀光・千葉サドル『がっこうぐらし!』（2012年）
ゾンビが跋扈する世界で、学校に籠城して生き延びる少女たちをかわいらしい絵柄で描く。2015年にテレビアニメ化、2019年に実写映画化されている。

### 小説
マックス・ブルックス『ザ・ゾンビ・サヴァイヴァルガイド』（2003年）
パンデミック、すなわち全地球的ゾンビ大発生への対処に一節が割かれている。
マックス・ブルックス『WORLD WAR Z』) (原書2006, 邦訳2010)
スティーヴン・キング『セル』（原書：2006年、邦訳：2007年）
携帯電話から発せられる信号によって人々がゾンビ（的な異常生命体）化する。
大沢在昌『ウォームハートコールドボディ』（1992年）
一般的なゾンビものとは逆に、平和な現代東京にて唯一人間の心を保ったままゾンビとなってしまった青年の孤独と戦いを描く、ハードボイルド風の小説。

### テレビ
『ダンス・オブ・ザ・デッド』（2005年）
『マスターズ・オブ・ホラー』シリーズのひとつ。トビー・フーパー監督。第三次世界大戦後の世界・人工ウィルスの蔓延・ゾンビの大量発生という3つの終末ものテーマを扱かっている。
『デッドセット』（2008年）
実在のテレビ番組『Big Brother UK』を巡るドラマ。ゾンビが大量発生する。
『ウォーキング・デッド』（2010年）
上記の『ウォーキング・デッド』をドラマ化した作品。ゾンビによる世界の終末を迎えた後の荒廃したアメリカ合衆国で安住の地を求め、ゾンビの集団から逃れながら生きる日々を送る少人数のグループを描く。ゾンビの群れ、事故、そして生存者による略奪など、敵意に満ちた世界で日々直面する試練にもめげず、グループが人間性を保とうと奮闘するジレンマが主に描かれる。

### ビデオドラマ・DVDドラマ
『D.Dブレイカー』（2008年）
謎の教団によるバイオテロで死の街となるも復興に励む東京にて、バイオテロによる死者たちがゾンビと化して人々を襲う。政府はゾンビを討伐するために内閣危機管理局を発足させ、D.Dブレイカーと呼ばれる戦士を差し向ける。

### ビデオゲーム
『The Last Guy』（2008年）
ゾンビやその他の敵から生存者を守る。
『Left 4 Dead』（2008年）
サバイバルホラー・ファーストパーソン・シューティングゲーム。プレイヤーは互いに協力し、ゾンビの大群と対決する。
『デッドライジング』（2008年）
サバイバルホラー・アクションゲーム。プレイヤーは押し寄せるゾンビの大群を退け、町からの脱出を試みる。
『コール オブ デューティ ワールド・アット・ウォー』（2008年）
ナチのゾンビを敵にするモードがあり、ゾンビによる世界の終末を第二次世界大戦時の世相を媒介に描いたものと指摘されている。続編においてタイムスリップなどのSF要素とナチスの化学技術を活用した冷戦対立の世相を媒介にしたと思われるストーリーが展開された。
『レッド・デッド・リデンプション: アンデッド・ナイトメア（レッド・デッド・リデンプション: コンプリート・エディション）』（2011年）
西部開拓時代を舞台としたオープンワールドのアクション・シューティング。

### 音楽
メタリカ『オール・ナイトメア・ロング』のミュージックビデオ（2008年）
アニメーション・実写・特殊効果などを組み合わせた10分弱の映画調の作品。ソビエト連邦が死体をゾンビ化する作用のある胞子をツングースカ大爆発の跡地で発見し、核配備競争の打開策としてアメリカに散布する。

### Webサイト
- （英語）Urban Dead - 隔離された都心部でゾンビ襲来の生存者（あるいは犠牲者）をロールプレイするマルチプレイヤーブラウザゲーム。
- （英語）What Are Your Chances of Surviving a Zombie Apocalypse?

### ゾンビによる世界の破滅に関する記事
- （英語）“Zombie Movies from Hell”. The Gothic Lilith eZine. 2007年4月27日閲覧。
- （英語）5 Scientific Reasons a Zombie Apocalypse Could Actually Happen by David Wong, TE Sloth
- （英語）Military Developing Blood Farming Machine, Zombie Apocalypse Coming Soon by Jesus Diaz on Gizmodo
- （英語）10 games to prepare for the zombie apocalypse by Conrad Zimmerman